# 京成バス新習志野高速営業所
京成バス新習志野高速営業所（けいせいバスしんならしのこうそくえいぎょうしょ）は、千葉県習志野市茜浜にある京成バスの営業所。
1980年12月に京成電鉄自動車本部観光バス東京営業所と観光バス市川営業所を合併・統合して設立され、その後は貸切センターを経て船橋高速貸切センターを名乗ったが、2012年12月に船橋市宮本から習志野市茜浜の旧・船橋営業所茜浜車庫の跡地に移転して現名称となった。
高速バス・空港連絡バス・深夜急行バス、貸切バス・特定バスを運行する。営業所記号はH。かつては高速車はH、貸切・特定車は7を用いていたが、Hに統一された。

## 現行路線

### 空港リムジンバス

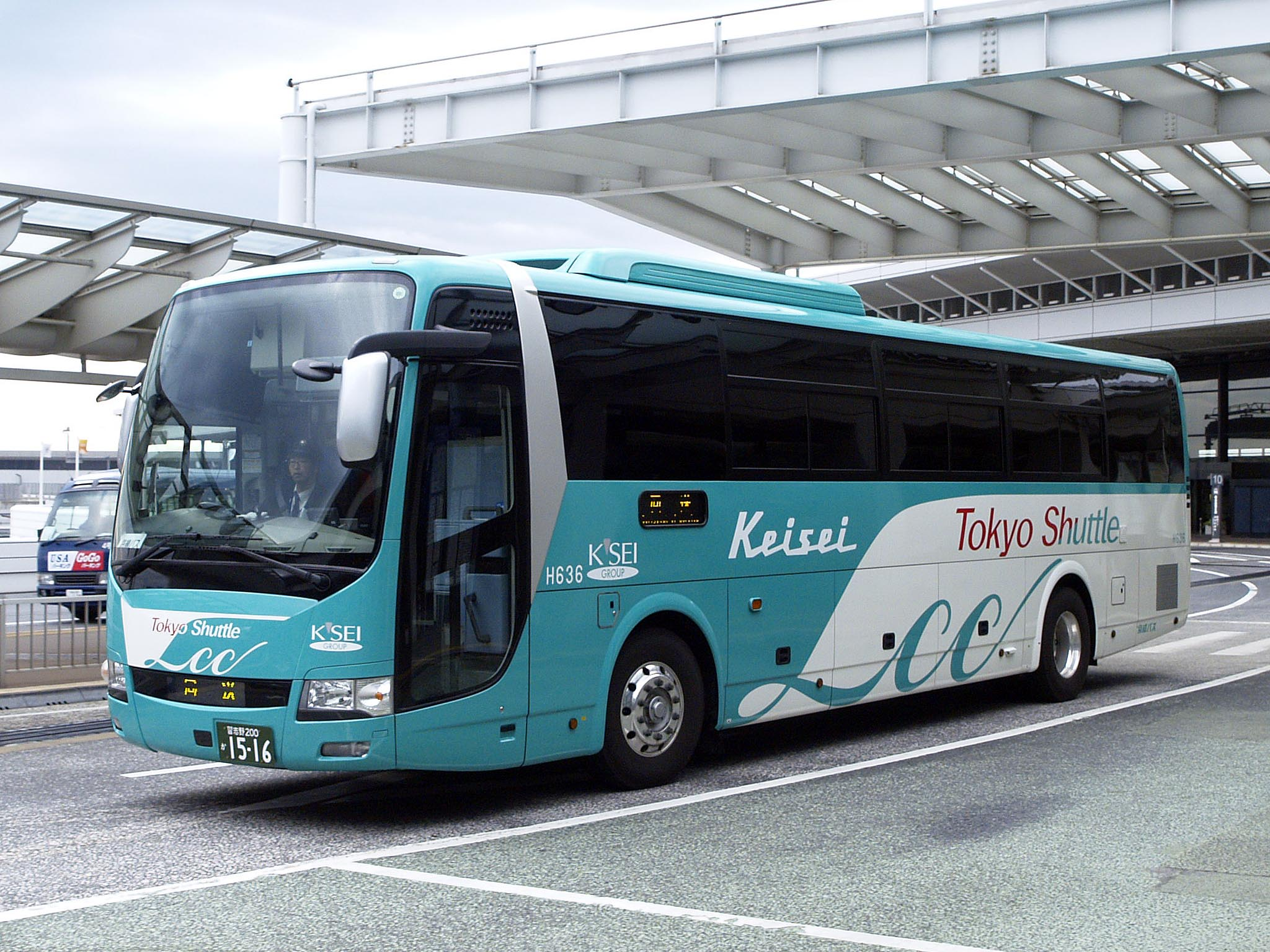
空港リムジンバス（東京シャトル仕様）

#### 羽田空港発着路線
- 羽田空港 - 西船橋駅・船橋駅 《京浜急行バスと共同運行》
  - 2000年7月19日 - 運行開始。
  - 2004年7月1日 - 船橋駅まで延伸。

PASMO・Suica利用可能。
- 羽田空港 - 京成津田沼駅・津田沼駅 《東京空港交通と共同運行》
  - 2000年11月1日 - 運行開始。

PASMO・Suica利用可能。
- 羽田空港 - 海浜幕張駅・稲毛海岸駅・千葉駅・千葉中央駅 《東京空港交通・京浜急行バス・ちばシティバスと共同運行》
  - 1988年7月5日 - 運行開始。
- 羽田空港 - 虎ノ門ヒルズ《東京空港交通と共同運行》
  - 2020年12月16日 - 運行開始。

#### 成田空港発着路線
- 成田空港 - 海浜幕張駅・幕張メッセ中央・幕張ベイタウン・稲毛海岸駅《千葉営業所と共管。ちばシティバス・成田空港交通と共同運行》
  - 2019年3月28日 - ダイヤとルートを改正。PASMO・Suicaが利用可能になる。
- 【エアポートバス東京・成田】《千葉営業所と共管。成田空港交通・京成バスシステムと共同運行》
  - 成田空港 - 東京駅八重洲口・東雲車庫・大江戸温泉物語
  - 成田空港 - 東京駅八重洲口 - 東京駅鍛冶橋駐車場
    - 2012年7月3日 - 東京シャトル運行開始。
    - 2017年12月16日 - 有楽町シャトル運行開始。
    - 2020年2月1日 - 東京シャトル・有楽町シャトル・THEアクセス成田が統合し、エアポートバス東京・成田として運行開始。

かつてはトイレ無し・55人乗りの専用車を使用していたが、2023年までに全車除籍された。（共同運行便については、運行開始当初から専用車でなく通常のリムジン仕様の場合があった。）
- 【成田シャトル】《千葉営業所と共管。WILLER EXPRESS北信越・千葉交通と共同運行》
  - 大崎駅西口バスターミナル→成田空港第2ターミナル→成田空港第1ターミナル→成田空港第3ターミナル→芝山中学校入口→芝山町役場

大崎駅西口を9時45分発の成田空港・芝山町方面行きのみ当営業所が担当（復路は千葉営業所が担当）。
  - 2017年2月1日 - 運行開始。

### 短距離高速バス

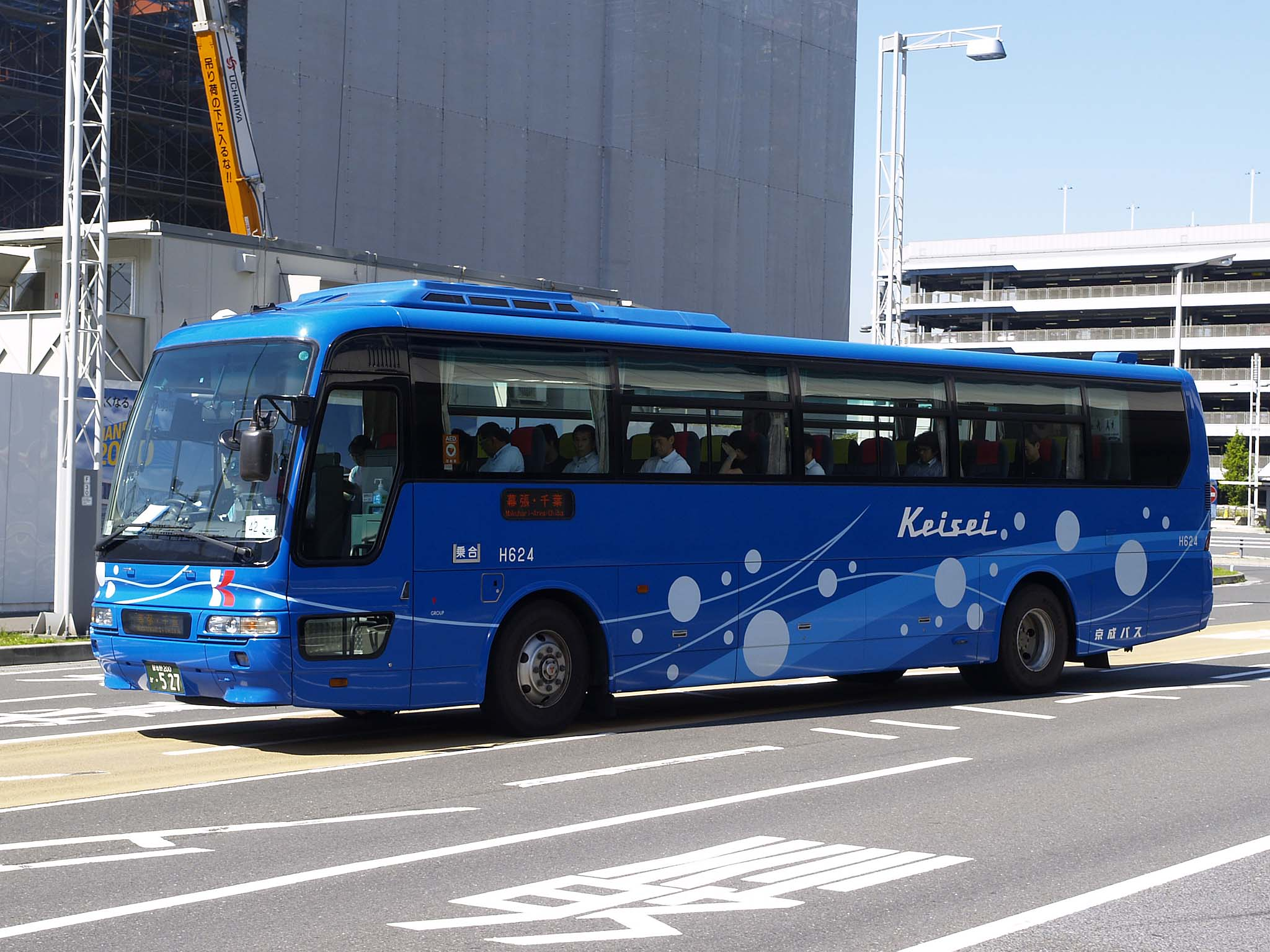
TDR - たまプラーザ線専用車（現在は塗色変更）

- 東京ディズニーリゾート（TDR） - たまプラーザ駅 《東急バスと共同運行》

PASMO・Suica利用可能。
かつては青い塗装の専用車があり、車内でディズニー関連作品のビデオが放映されていた。現在は他路線と共通運用となっている。
- 東京ディズニーリゾート（TDR） - 蒲田駅・川崎駅 《川崎鶴見臨港バスとの共同運行》
  - 2004年10月16日 - 運行開始[1]。
  - 2024年10月16日より川崎鶴見臨港バス（塩浜営業所）との共同運行となる（10月15日までは京浜急行バスとの共同運行であった[2]）。

PASMO・Suica利用可能。
- 東京ディズニーリゾート（TDR） - 二子玉川駅・武蔵小杉駅 《東急バス・京成トランジットバスと共同運行》

PASMO・Suica利用可能。
- 【犬吠号】：バスターミナル東京八重洲 - 旭・銚子駅・陣屋町・犬吠埼・犬吠埼太陽の里 《奥戸営業所との共同管轄路線。千葉交通と共同運行》

- 【アクシー号】：バスターミナル東京八重洲 - 木更津金田 - 袖ケ浦 - 久留里駅前 - きみつふるさと物産館 - 安房鴨川駅 - 亀田病院 《日東交通と共同運行》
- 【アクシー号】：バスターミナル東京八重洲 - （無停車） - クルックフィールズ入口 《日東交通と共同運行》

2017年から一部の便が奥戸営業所から移管され、当営業所でも担当するようになった。

#### マイタウン・ダイレクトバス

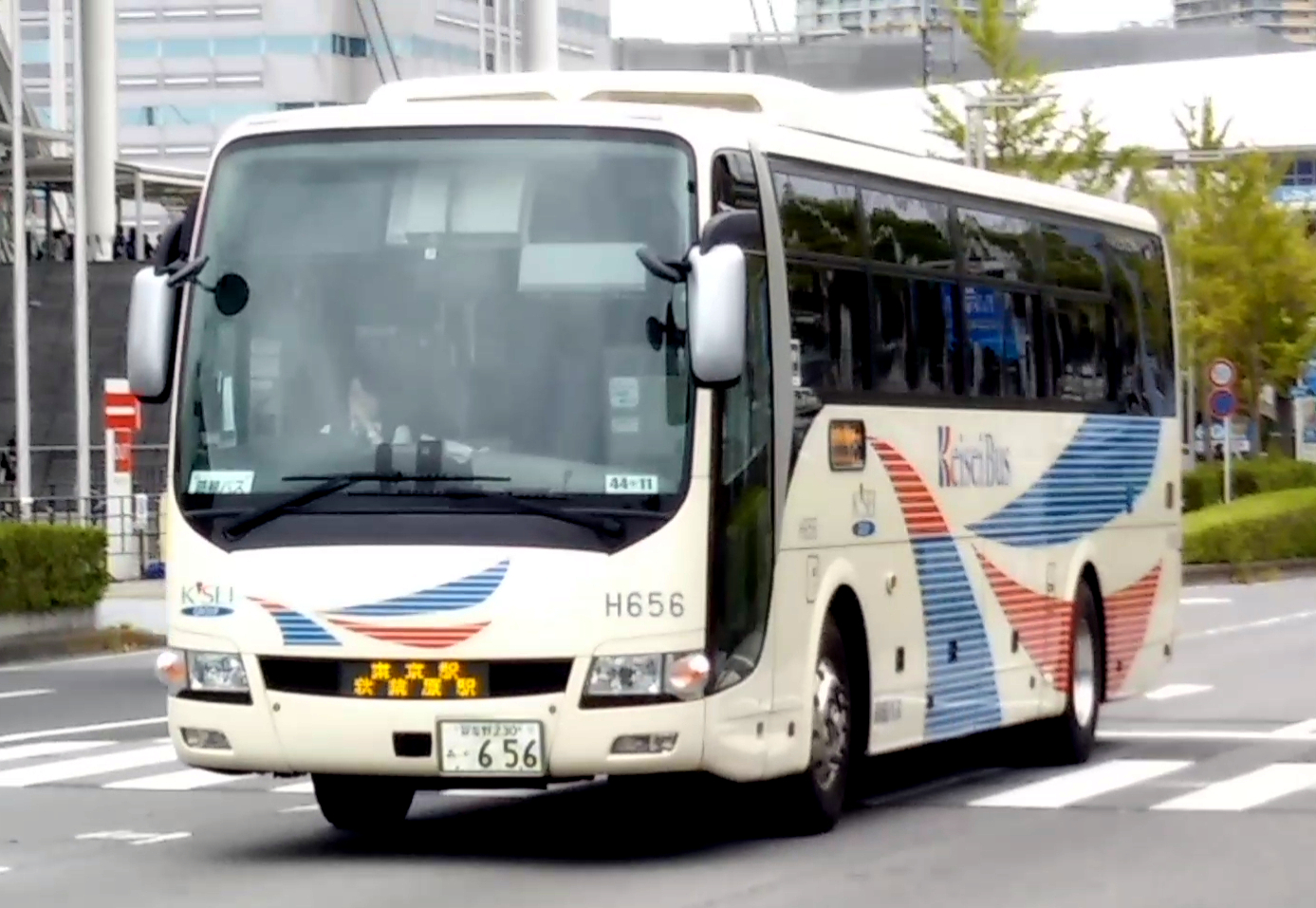
秋葉原駅に向かうマイタウン・ダイレクトパス（H656号車）

- 新浦安ルート：東京駅（乗車：八重洲南口 / 降車：日本橋口） - 東京ディズニーリゾート（TDR）《東京ベイシティ交通・ジェイアールバス関東と共同運行》
- 新浦安ルート：（秋葉原駅 - ）東京駅 - （東京ディズニーリゾート - ）新浦安地区《東京ベイシティ交通・ジェイアールバス関東と共同運行》
- 新浦安ルート深夜急行：有楽町駅 → 東京駅 → 新浦安地区《東京ベイシティ交通と共同運行》

PASMO・Suica利用可能。

#### 幕張メッセ臨時バス

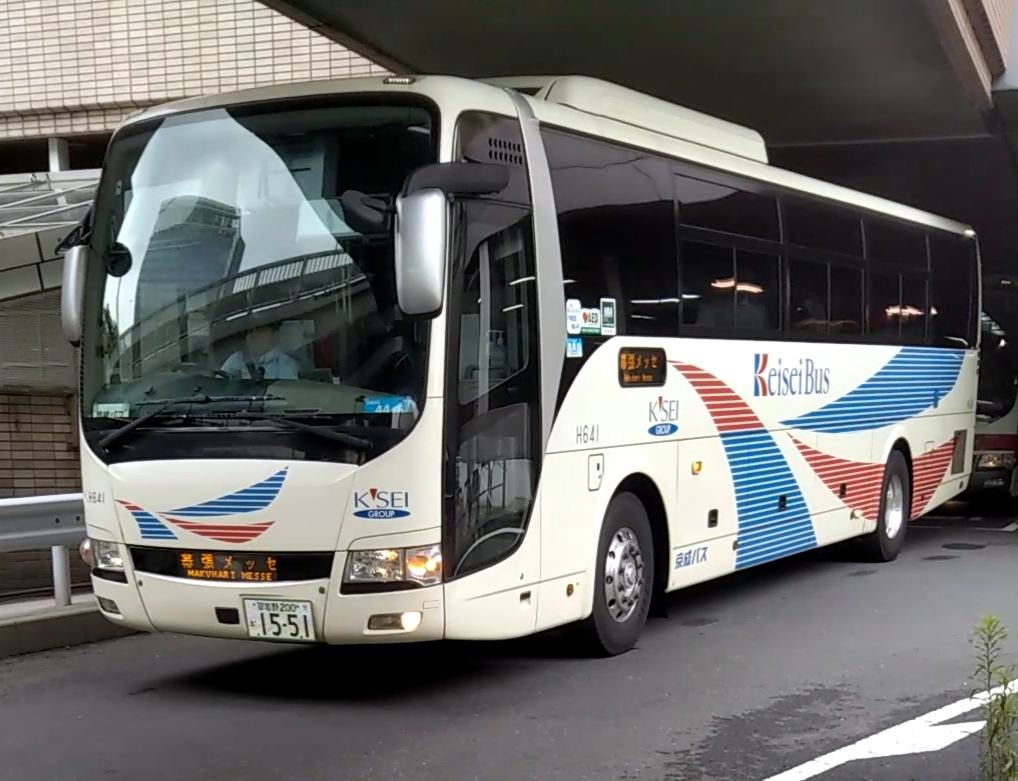
YCATを発車する臨時幕張メッセ行きH641号車（2019年6月12日撮影）

幕張メッセで開催されるイベントの規模や内容に応じて運行される臨時バス。横浜シティ・エア・ターミナル線・東京線（秋葉原線）・新宿線・渋谷線の4線が運行されている。横浜シティ・エア・ターミナル線のみ往復運行、それ以外の路線は片道運行となる。
《主な運行予定イベント》
| 開催月 | イベント名                                                        | 主催団体                                                      |
| ------ | ----------------------------------------------------------------- | ------------------------------------------------------------- |
| 1月    | イベント総合EXPO                                                  | RX Japan                                                      |
| 2月    | ワンダーフェスティバル                                            | 海洋堂                                                        |
| 2月    | スーパーマーケット・トレードショー デリカテッセン・トレードショー | 一般社団法人全国スーパーマーケット協会                        |
| 3月    | FOODEX JAPAN                                                      | 一般社団法人日本能率協会                                      |
| 4月    | スター・ウォーズ セレブレーション                                 | Lucasfilm Ltd                                                 |
| 4月    | ニコニコ超会議                                                    | ニコニコ動画 ドワンゴ                                         |
| 5月    | 建設・測量生産性向上展                                            | 国際 建設・測量展 事務局                                      |
| 6月    | Interop Tokyo                                                     | Interop Tokyo実行委員会                                       |
| 9月    | JASIS ネプコンジャパン                                            | 日経イベント・プロ RX JAPAN                                   |
| 9月    | 東京ゲームショウ                                                  | 一般社団法人コンピュータエンターテインメント協会              |
| 10月   | 総務・人事・経理Week スマートエネルギーWeek                       | RX Japan                                                      |
| 10月   | メディカルジャパン 農業Week 地方                                  | RX JAPAN                                                      |
| 10月   | 自治情報化推進フェア                                              | 地方公共団体情報システム機構                                  |
| 10月   | CEATEC JAPAN MOBILITY SHOWBIZ WEEK                                | 一般社団法人電子情報技術産業協会 一般社団法人日本自動車工業会 |
| 10月   | IT・DX・AI総合展                                                  | DX総合EXPO実行委員会                                          |
| 10月   | 高機能素材Week                                                    | RX Japan                                                      |
| 11月   | フードテックWeek NexTechWeek CONTENTTOKYO                         | RX Japan                                                      |
| 11月   | InterBEE                                                          | 一般社団法人電子情報技術産業協会                              |
| 12月   | 東京コミックコンベンション                                        | 東京コミックコンベンション                                    |
| 12月   | ジャンプフェスタ                                                  | 集英社                                                        |

2025年2月現在、新宿線は千葉中央バスと京王バスが担当し、京成バスの担当便は存在しない。
横浜シティ・エア・ターミナル線
- 直行：幕張メッセ中央 - （無停車） - 横浜シティ・エア・ターミナル (YCAT)《ちばシティバス・京成トランジットバスと共同運行》（奥戸営業所・千葉営業所・長沼営業所との共同管轄路線）

YCAT発の便は新習志野高速営業所と京浜急行バス新子安営業所のみの運行だが、幕張メッセ中央発の便は、他の営業所に所属する高速バス用車両も運行にあたり、過去には江戸川営業所の貸切車が応援に就くこともあった。YCAT発便は乗車時の現金の取扱いができず、事前にチケットの購入が必要となる。また、SuicaやPASMOなどのICカードは使用できない。
東京線・秋葉原線
- 直行：幕張メッセ中央 → （無停車） → 東京駅（ → 秋葉原駅）《千葉内陸バス・千葉海浜交通・ちばグリーンバスと共同運行》（長沼営業所との共同管轄路線）

通常は東京駅止まりであるが、秋葉原駅まで延長運行される時などの際に新習志野高速営業所の車両が充当される。
渋谷線
- 直行：幕張メッセ中央 → （無停車） → 渋谷マークシティ《京王バス・東急トランセ・京成トランジットバスと共同運行》
  - 2015年9月17日 - 京王バス・東急トランセ・京成トランジットバス・ちばシティバスの4社にて運行開始。
  - 2016年12月17日 - ちばシティバスが撤退し、新習志野高速営業所が参入。

京成担当便は京成バスと京成トランジットバスが日替わりで担当する他、東急京王担当便は東急トランセと京王バスの日替わり運行となる。

### 長距離・夜行高速バス

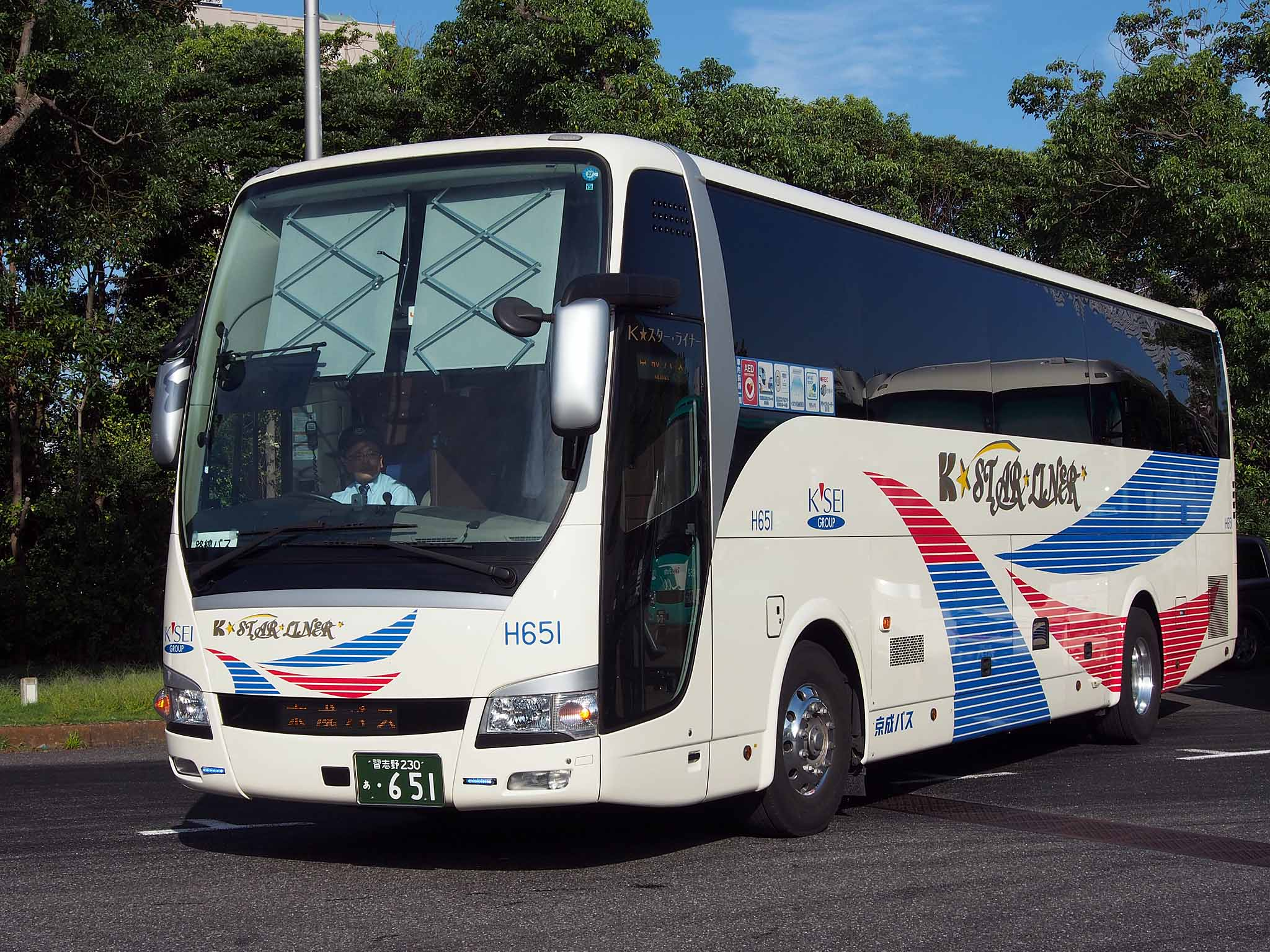
夜行専用車「K☆スター・ライナー」

【やまと号】 《奈良交通と共同運行》
五位堂駅・王寺駅・近鉄郡山駅・JR郡山駅・JR奈良駅・近鉄奈良駅・天理駅 - 本厚木駅・横浜駅（YCAT）・京成上野駅・東京ディズニーリゾート・西船橋駅・津田沼駅
【神戸・大阪線】
神戸・大阪 - 横浜駅・ 東京駅八重洲口・東京ディズニーリゾート・西船橋駅・海浜幕張駅
- 1989年12月25日 - 運行開始。京成電鉄・阪急バス・阪神電鉄バスの3社共同運行。
- 2003年10月1日 - 京成電鉄から京成バスに移管。
- 2007年3月1日 - 京成バス・阪神電鉄バスの2社共同運行となり、阪急バスが運行から撤退（予約・発券業務は継続）。
- 2009年4月1日 - 阪神電鉄バスから阪神バスに移管。
- 2011年1月1日 - 阪神バスが運行から撤退（予約・発券業務は2020年1月31日まで継続）し、阪急バスに再移管、京成バス・阪急バスの2社共同運行となる。阪急バスとしては約4年ぶりの路線復活となった。
- 2015年4月1日 - 阪急バスが運行から撤退し、京成バスの単独運行となる。
- 2020年3月29日 - 千葉中央駅発着を廃止し、海浜幕張駅が起終点となる。

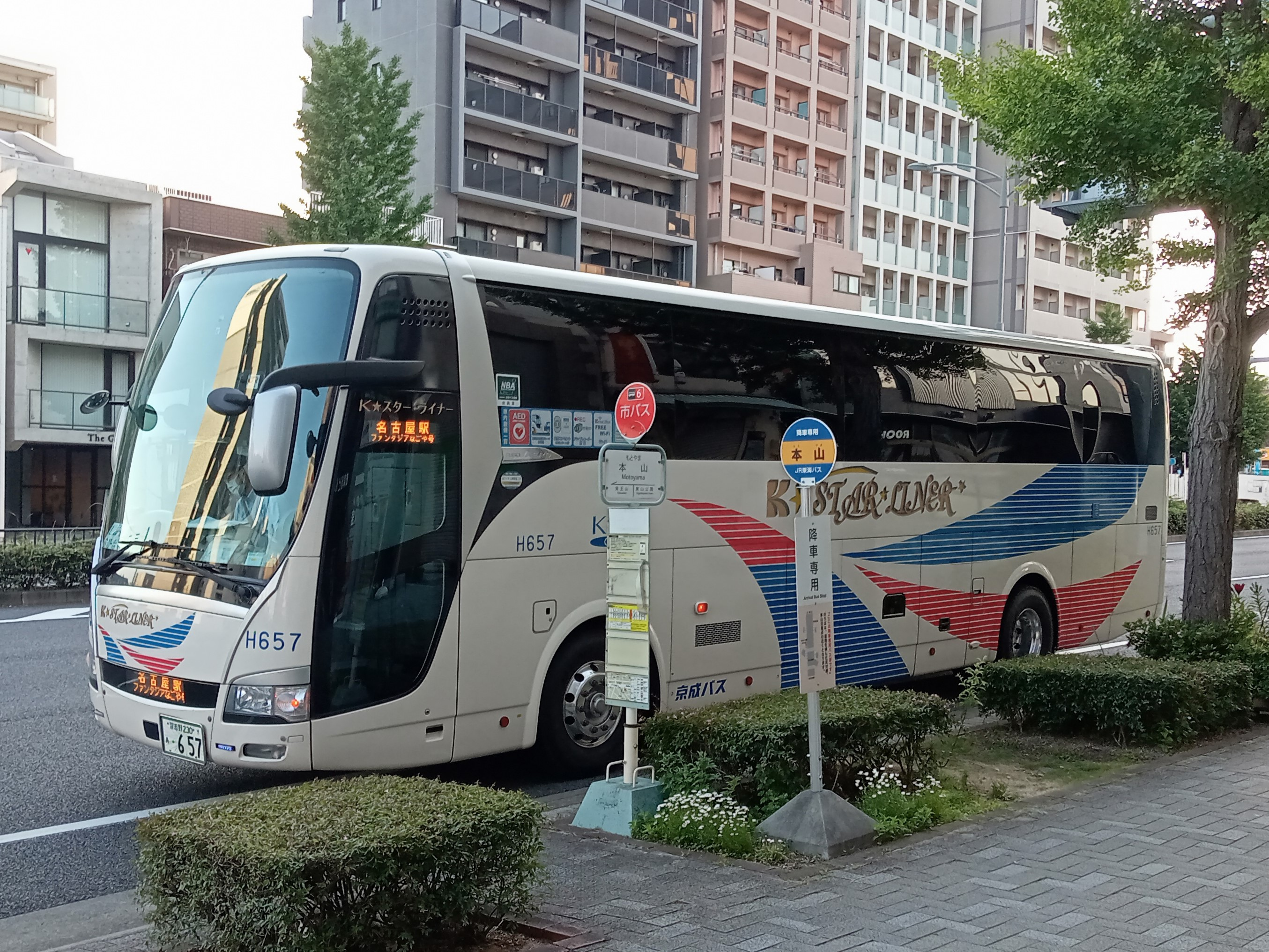
ファンタジアなごや号（本山バス停にて）

【ファンタジアなごや号】 《JR東海バスと共同運行》
- 西船橋駅 - 東京ディズニーシー（TDS） （注） -  東京ディズニーランド（TDL） （注） - お台場（東京テレポート駅） - （首都高速道路） - 横浜駅（YCAT） - （保土ヶ谷バイパス） - （東名高速道路、京成バスは新東名高速道路・東名高速道路） - 名古屋インター - 星ヶ丘 - 本山 - 千種駅前（下り降車のみ） - 栄（オアシス21） - 名古屋駅（新幹線口）
- 名古屋駅行は名古屋IC - 愛知県道60号名古屋長久手線（東山通・広小路通） - 千種駅前 - （名古屋市道） - 錦通 - 名駅通 - （名古屋市道） - 名古屋駅（新幹線口）を経由する。なお名古屋駅発は、名古屋駅（新幹線口） - （名古屋市道） - 太閤通（愛知県道68号名古屋津島線） - 広小路通 - 江川線 - 錦通 - （以下名古屋駅行の逆順）を経由する。
- 開放休憩（乗客も車外に出られる休憩）は、上り西船橋行の場合、京成バスは豊田上郷SA、JR東海バスは大黒PA。下り名古屋行は京成バスは豊田上郷SA、JR東海バスは不明。
- （注） 東京ディズニーシー（TDS）、東京ディズニーランド（TDL）は上り便の停車順が入れ替わり、上下とも先に東京ディズニーシー（TDS）に立ち寄る（休園日はともに通過）。

### 深夜急行バス
- 深夜急行：新橋駅・有楽町駅・東京駅八重洲口 → 新浦安駅・サンコーポ西口・海浜幕張駅・稲毛駅（平日深夜のみ）
- 深夜急行：新橋駅・有楽町駅・東京駅八重洲口 → 新浦安駅北口・サンコーポ西口（平日深夜のみ）

## 貸切・特定バス
貸切・特定バスは、以前は船橋高速貸切センターにて運行されていたが、2005年11月に京成バスシステムが設立され、京成バスが運行していた千葉県内の貸切・特定バスの大部分は京成バスシステムに移管された。当営業所が担当する特定バスは以下のとおり。

### ららぽーとTOKYO-BAYシャトルバス

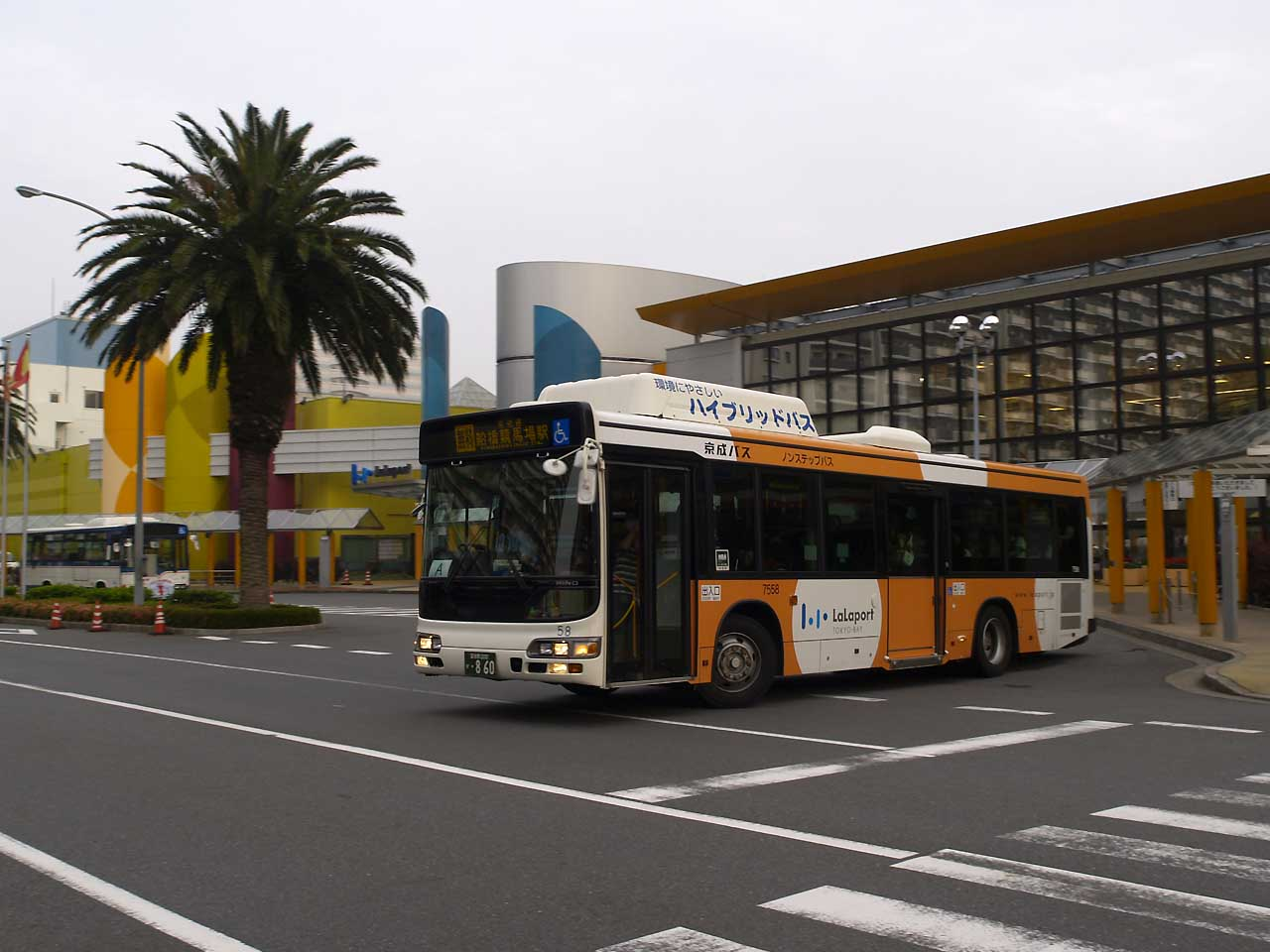
ららぽーとシャトルバスのハイブリッドバス

- ららぽーとTOKYO-BAY - 船橋競馬場駅
  - 2009年7月 - 船橋営業所より移管）

ららぽーとTOKYO-BAYの無料シャトルバス。京成バスシステム、平和交通の一般路線バス（有料）も運行されている。

### 企業従業員送迎バス

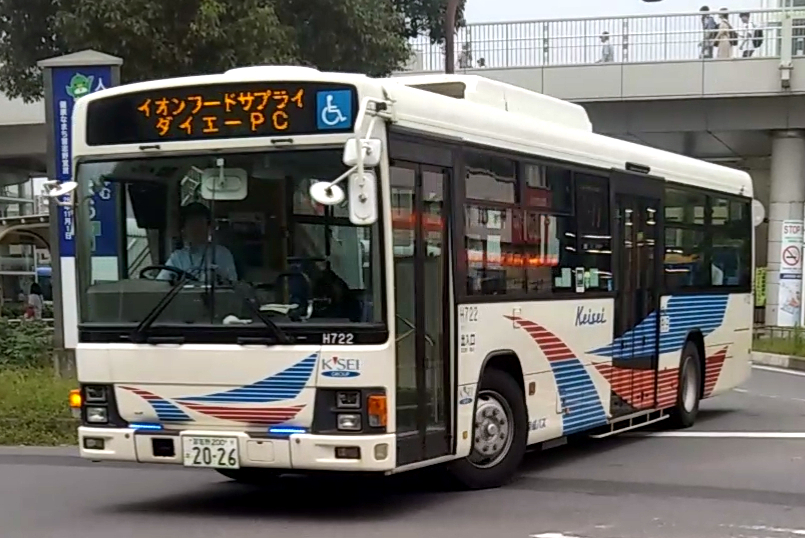
イオンフードサプライ企業送迎バス（2019年7月3日撮影）

- イオンフードサプライ・ダイエー東京プロセスセンター - JR津田沼駅・京成津田沼駅
  - 2015年5月5日 - 成田空港交通から移管。成田空港交通時代は「イオンフードサプライ（旧・フードサプライジャスコ） - JR津田沼駅」「イオンフードサプライ - 京成津田沼駅」「ダイエー東京プロセスセンター - JR津田沼駅・京成津田沼駅」の3便が設定されていたが、京成バスへの移管の際に1便に統合された。

### サマーソニックシャトルバス
- 【サマーソニック】：ZOZOマリンスタジアム → 幕張メッセ → ZOZOマリンスタジアム 《京成バス新都心営業所と共管》

サマーソニック開催日のみ運行。会場となる幕張メッセとZOZOマリンスタジアムの観客輸送を目的とした無料シャトルバス。プラチナチケット購入者専用バスを新習志野高速営業所が担当し、それ以外の一般チケット購入者の輸送は新都心営業所が担当していた。
2019年・2022年・2023年度は輸送を担当せず、新都心営業所と習志野出張所が全便担当し、2019年のみ、上記の営業所以外に江戸川営業所・金町営業所・千葉海浜交通・ちばフラワーバスがプラチナチケット便と一般チケット便を分担した。（2020年度と2021年度は新型コロナウィルス感染症拡大及び東京オリンピック・パラリンピックでの会場利用の為開催されず。代替イベントとして2021年9月にスーパーソニックを開催したが、会場がZOZOマリンスタジアム単独開催となった為、シャトルバスは運行されていない。）

### イオンスタイル検見川浜お客様専用お買いものバス
- ベイタウン・磯辺ルート：イオンスタイル検見川浜 → パティオスエリスト →海浜打瀬小学校  → 花見川通り → 磯辺中央 → 磯辺小学校 → 中磯辺公園 → 北磯辺第三公園 → 北磯辺公園 → イオンスタイル検見川浜
- 検見川町・花園ルート：イオンスタイル検見川浜 → 稲毛町五丁目 →  検見川町五丁目北 →ラフォーレ布施前 → 廣徳院前 → 検見川町三丁目 → 花園公園 → イオンスタイル検見川浜
  - 2020年6月10日 - 千葉海浜交通の代行として運行を受託。
  - 2020年9月7日 - 千葉海浜交通より正式に移管される。
  - 2024年9月7日 - 磯辺・打瀬ルートをベイタウン・磯辺ルート、検見川町ルートを検見川町・花園ルートに改称しルート変更[6]。磯辺・打瀬ルートの「磯辺公団」・「磯辺ガーデンハイツ」、検見川町ルートの「ミハマシティ検見川浜」・「2丁目13街区」・「プラウドシティ・ウエスト」・「検見川町五丁目」・「幕張町5丁目」停留所を廃止[6]。

### ガーデンシャトル

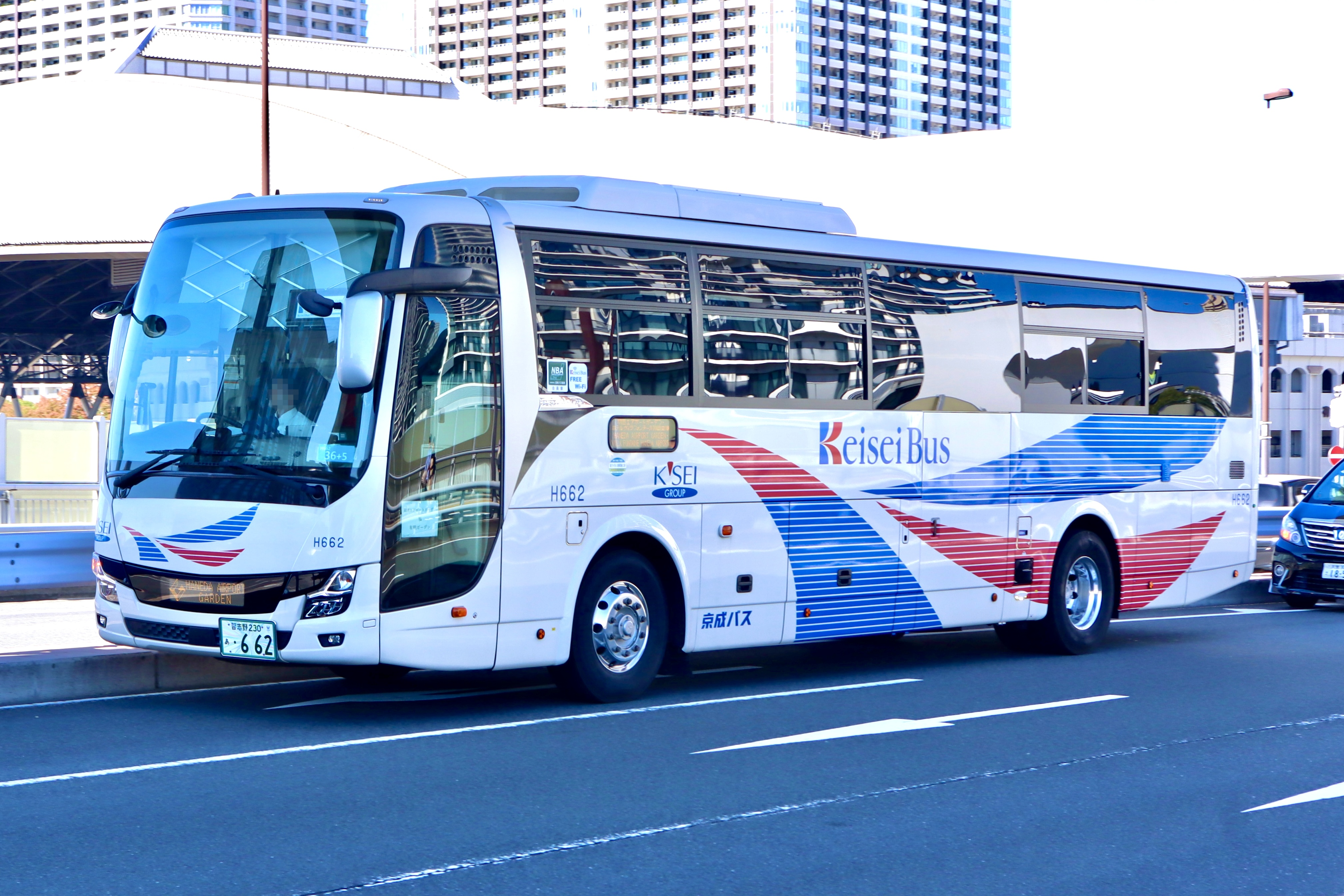
ガーデンシャトルとして有明と羽田空港を結ぶエレベーター付きバス

- 有明ガーデン・ホテルヴィラフォンテーヌ東京有明 - （無停車） - 羽田エアポートガーデン・ホテルヴィラフォンテーヌ羽田空港[7]
  - 2023年7月1日：運行開始。

ガーデンシャトルは2023年7月1日より運行を開始した無料循環バスで、住友不動産グループが運営する複合型商業施設である有明ガーデン（江東区有明）と2023年1月31日に開業した羽田エアポートガーデン（大田区羽田空港）間を約40分の所要時間で結ぶシャトルバスである。全区間一般道のみの走行となるが、トイレと車椅子用エレベーターが装備されたバリアフリータイプの高速車両で運行される。江東区有明の隣街である江東区東雲にも京成バスの車庫は存在しているものの、国土交通省が発令した『リフト付きバスの臨時営業区域特例通達』の活用により、新習志野高速営業所が業務を受託している。

### ホテルヴィラフォンテーヌ羽田空港宿泊者専用シャトルバス
- ホテルヴィラフォンテーヌ羽田空港 （→ 住友不動産渋谷ファーストタワー） - 新宿NSビル - 住友不動産秋葉原ビル
  - 2023年11月16日：運行開始[9]。

## 過去の担当路線

### 貸切・特定バス
- リバーサイド隅田 - 京成曳舟駅（金町営業所からの社内委託、現在は同営業所が担当）
  - なのはな交通への変更に伴い運行終了。
- 浦安流通事業協同組合 - JR舞浜駅（京成バスシステムに移管後、東京ベイシティ交通に再移管）
- 東京経営短期大学 - JR西船橋駅（京成バスシステムに移管後、現在は自家用バスにて運行）
- ファッションサービスナニワ - 東京メトロ浦安駅・JR新浦安駅（2008年7月に京成バスシステムより移管後、京成バスシステムに再移管。その後はちばシティバスが担当した後、運行終了。）
- イオンモール幕張新都心内無料巡回バス（京成トランジットバスから移管）
  - 2013年12月20日 - 運行開始。
  - 2014年1月15日 - 京成トランジットバスに移管。
  - 2014年5月1日 - 新習志野高速営業所に再移管。
  - 2015年2月1日 - 運行終了。
- ららぽーとTOKYO-BAY - 南船橋駅（無料シャトルバス）
  - 2010年10月16日 - 船橋営業所より移管。
  - 2021年3月31日 - 運行終了。

### 高速バス・空港リムジン
- 新静岡・静岡駅前 - 成田空港（しずてつジャストラインの単独運行化）
- 【きょうと号】：京都駅・三条京阪駅・山科駅・大津駅 - 京成上野駅・西船橋駅・東京ディズニーリゾート（TDR）・海浜幕張駅・千葉中央駅（千葉中央バスへ移管）
- 【南総里見号】：千葉みなと駅 / 千葉中央駅・千葉駅・蘇我駅 - 木更津羽鳥野BS - 館山駅前・白浜野島崎（ちばシティバスへ移管）
- 羽田空港 - 行徳駅・富浜（妙典駅入口）・市川駅（京成トランジットバスへ移管）
- 海浜幕張駅・京成津田沼駅・津田沼駅・西船橋駅 - 富士急ハイランド・河口湖駅（千葉営業所へ移管）
- 成田空港 - 戸塚バスセンター・藤沢駅・辻堂駅・茅ケ崎駅 (成田空港交通に移管)
- 【マイタウン・ダイレクトバス（千葉市ベイエリア線）】：東雲車庫・東京駅八重洲口 - 千葉市ベイエリア地区
  - 2012年（平成24年）4月8日 - 運行開始。
  - 2019年（平成31年）3月29日 - 運行終了。
- 深夜急行：新橋駅・有楽町駅・東京駅八重洲口→新浦安駅・行徳駅・富浜（妙典駅）・下総中山駅入口・西船橋駅・行田団地・藤原町・桐畑
  - 2011年（平成23年）7月11日 - 運行開始。
  - 2018年（平成30年）7月17日 - 運行終了[10]。
- 東雲車庫・東京駅八重洲口 - 木更津金田バスターミナル - 君津ターミナル - 君津駅南口 （- 青堀駅） 《日東交通と共同運行》 
  - 2023年（令和5年）10月1日 - 千葉営業所に路線移管し撤退。
- 東京駅八重洲口前 ← 三井アウトレットパーク 木更津 《日東交通と共同運行》
  - 2017年から一部の便が奥戸営業所から移管され、当営業所でも担当するようになった。三井アウトレット系統は上りのみ担当。
  - 2023年（令和5年）10月1日 - 千葉営業所に路線移管し撤退。

## 車両
- 高速車

新製車は基本的に三菱ふそうのハイデッカー車、便所付き。少数派で日野・セレガ・いすゞ・ガーラもある。（便所なしは京成トランジットバスからの移籍車と東京シャトル専用車）
エアポートバス東京・成田（旧・東京シャトル）専用車は1列多い12席あり間隔が狭い。稀に成田空港線（成田空港～幕張メッセ）でも使用されていたが、2023年までに全車除籍された。
2008年ごろから奥戸営業所よりLV781系列のいすゞ・ガーラ（H069、H070、H077～H083）が転入。これにより千葉羽田線移管と同時に転入してきたH313、H314、H318、H319を置き換えた。
かつては京都方面の夜行専用車などで観光車を路線改造した車両もあった。
塗装は旧塗装（KaNaCカラー）、新塗装、夜行カラー（H620、H621の2台）、たまプラカラー（H624、H625の2台）の4種類。2010年現在、新塗装化が完了しセンターオリジナル塗装は消滅した。
2011年4月現在、旧KaNaCカラーを纏う車両はH323、H327、H328、H613～H615の６台のみ。
2014年から三菱ふそう・エアロクイーンの夜行専用車「K☆スター・ライナー」が導入されている。
2016年にリフト付きの日野セレガを導入し、8月16日から担当する幕張成田空港線（幕張メッセ～成田空港）で実証運行を開始。（2017年11月30日をもって実証運行終了）
2017年から奥戸営業所よりRU1系列のいすゞ・ガーラが大量に転入（H200番台）。
2021年にはRU1系列のいすゞ・ガーラが2台、新製投入。
- 特定車

路線型の車両を使用しているが、他の営業所から移籍してきた年式の古めの車両が多い。
ららぽーとTOKYO-BAYシャトルバスは、船橋競馬場駅行きは船橋営業所の担当時に投入された日野・ブルーリボンシティハイブリッドを3台使用していたが、2023年に京成グループCI色の日野・ブルーリボンが3台新製配置された。南船橋駅行きはいすゞ・エルガミオ（7m車）や日野・ポンチョ、三菱ふそう・エアロミディME、エアロミディMKなど小型バスまたは中型バス2台で運行されていた。